# Джоми (район Рудаки)
Джоми́ (тадж. Ҷомӣ) — село в районе Рудаки Республики Таджикистан. Входит в состав джамоата (сельской общины) Чортеппа района Рудаки.
Находится недалеко от г. Душанбе, на расстоянии 30 км от райцентра (пгт. Сомониён) и 8 км от центра общины (село Джуйбодом).
Население — 1873 чел. (2017).